# Função (música)

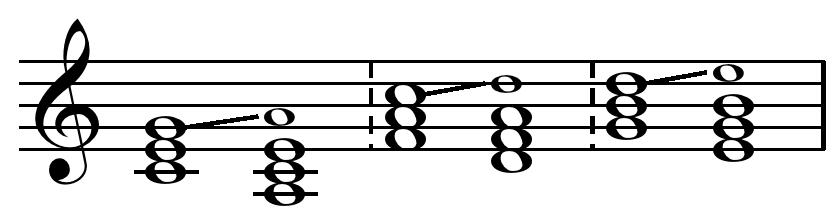
Os acordes de cada função

Harmonia funcional, ou função diatônica ou simplesmente função, na música tonal é o papel específico de cada nota e acorde na harmônia em relação à tonalidade.

## História

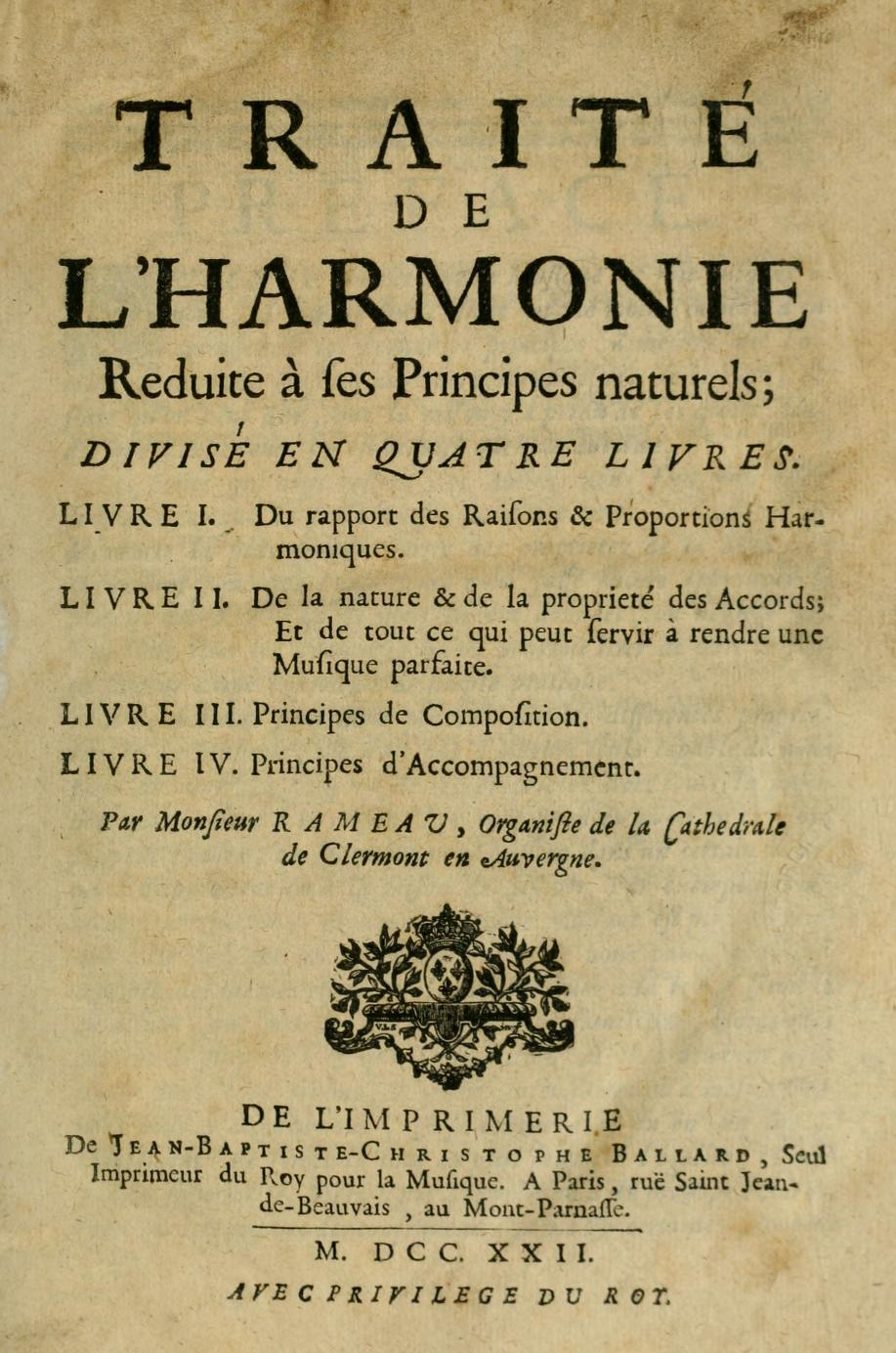
Contracapa do Tratado de Harmonia de Rameau

Jean Philippe Rameau é considerado o precursor da harmônia. Sua obra teve como seguidores diversos músicos contemporâneos, cujo um dos principais foi Hugo Riemann, que adaptou e inovou a teoria harmônica, introduzindo novos conceitos, originando em 1887 uma teoria funcional criada para analisar a música tonal de uma maneira diferente de Rameau. A importância dos baixos dos acordes passam a dar lugar as funções tonais de tônica (estável), dominante (instável) e subdominante (meio estável - ponte de ligação entre ambas).
Assim, os acordes que aparecem em uma determinada tonalidade são interpretados como funções tonais, ou variações das funções (dominantes secundários, diminutos dominantes, empréstimo modal, entre outros), e não mais como modulações passageiras. Essa teoria foi publicada no Brasil pelo compositor e musicólogo alemão, naturalizado brasileiro, Hans-Joachim Koellreutter.
Nos EUA, conforme o desenvolvimento dos gêneros popular e clássico, criou-se uma harmonia particular a cada estilo e começam a surgir novas idéias, baseadas nessa nova concepção de harmonia. A teoria funcional de Arnold Schoenberg, por exemplo, apresenta os conceitos de três funções tonais básicas: tônica (indica repouso/resolução), subdominante (indica afastamento da tônica) e dominante (indica tensão/direcionamento para a tônica).
No entanto, alguns livros lançados no Brasil indicam essa nova harmonia como uma harmonia funcional, que apesar da semelhança com Riemann, que analisa músicas eruditas europeias, como Bach e Mozart, mantém o mesmo nome. 
Livros de Harmonia funcional como o de Almir Chediak, tratam baseados em cifras e escalas modais, diferente de Riemann. No livro de Ian Guest (harmonia II), ele faz uma introdução às teorias das funções de Riemann, porém não cita fontes.

## Harmonia Funcional

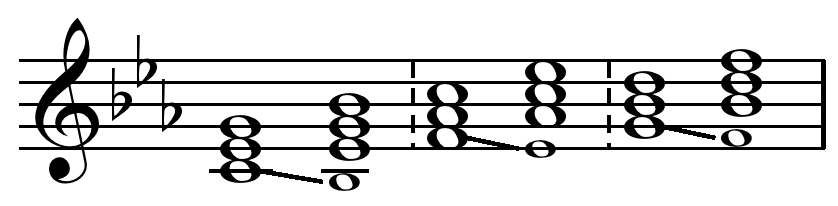
Acordes de cada função (menor)

Em Harmonia se destacam três tipos de funções, quais sejam: Tônica, Dominante e subdominante.

### Função Tônica
É aquela que nomeia a tonalidade de uma peça musical. A função tônica almeja a estabilidade após uma cadência, busca o repouso da tonalidade. Em razão disso, é considerada a mais importante entre as três. Tem o I como grau principal e iii e vi como graus secundários.

### Função Dominante
É o reverso da tônica, pois cria instabilidade, dando a sensação de movimento ou tensão até que se encontre o repouso (função tônica). Atua como uma espécie de força gravitacional acústica. Tem o V como grau principal e o vii como grau secundário.

### Função Subdominante
Se dá como um afastamento da tônica, proporcionando, inclusive, uma sensação de mudança de tom ou modo dentro de uma peça musical. Tem o IV como grau principal e o ii como grau secundário.

## Expansão da função dominante

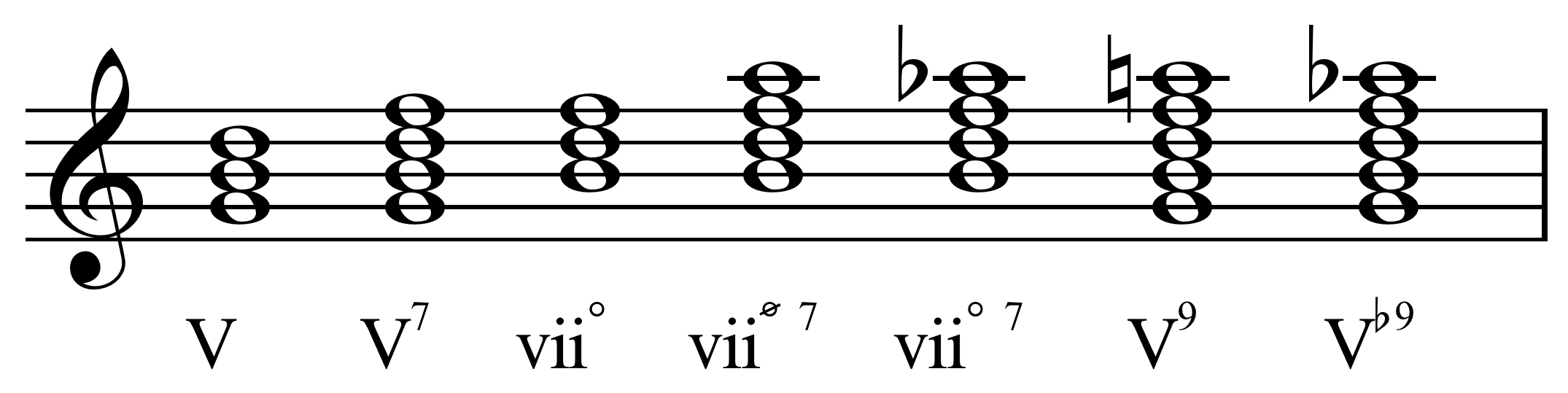
Acordes dominantes

Em razão da combinação de notas possíveis, diatônicas ou não, na formação de um acorde, surgem algumas possibilidades a serem exploradas dentro de um contexto tonal de uma peça musical ou até mesmo dentro da função harmônica. É o caso da função dominante que pode ser expandida.
Dominantes secundários
Para que se faça tal expansão é necessário que a fundamental do acorde que antecede a dominante esteja uma quarta justa acima da fundamental da dominante e que o trítono resolva de maneira convencional.
Dominante estendida
Nada mais é do que um encadeamento de dominantes secundários.
Acordes SubV
Os acordes subV ou substitutos do V, ocorre quando a posição das notas formadoras do trítono é invertida. Em uma função dominante diatônica, o acorde é formado por fundamental, terça maior, quinta justa e sétima menor, na qual o trítono é formado sobre as notas que ocupam as posições de terça maior e sétima menor. Ao inverter tal relação, colocando a sétima como terça e vice-versa, temos o surgimento de outro acorde, porém com a manutenção do trítono, permanecendo assim, a busca pela região tonal. Assim, o acorde resultante de tal alteração é o chamado "SubV".
Tétrades diminutas
Pode-se dizer que esse acorde é uma superdominante, uma vez que a formação de uma tétrade diminuta se faz por dois trítonos. Por exemplo, em um acorde de Gº, temos a fundamental (G), a terça menor (Bb), a quinta diminuta (Db) e a sétima diminuta (Fb). Logo se encontra um trítono entre fundamental e quinta diminuta e entre terça menor e sétima diminuta, sendo que a relação fundamental-quintal é o trítono principal, que deverá ser usado como função dominante.
Acorde V7sus4

Acorde 7^{sus4}

Este acorde não constitui um nova subespécie de acorde dominante, mas tão-somente possibilidades de alteração em dominantes convencionais. Neste caso, substitui-se a terça maior pela quarta justa. Apesar de ser largamente utilizado, tal acorde não gera tanto sensação de movimento quanto o V7 comum, uma vez que um dos acordes que formam o trítono foi substituído.
Acorde V7alt
Assim como o acorde 7sus4, o acorde alterado não constitui um nova subespécie de acorde dominante, mas tão-somente possibilidades de alteração em dominantes convencionais. Tais alterações devem ser realizadas sem perder a funcionalidade e suas estruturas intervalares. Via de regra, a alteração ocorre na quinta e ou na nona de um acorde dominante deixando-as aumentadas ou diminutas.